# Cortona
Cortona is een van oorsprong Etruskische stad in de bergen van de provincie Arezzo, in de Italiaanse regio Toscane. De stad is gesticht op een van de vroegst bewoonde heuvels van de provincie en met zijn reliëfrijke straatjes vergelijkbaar met steden als Assisi en Volterra.
Cortona ligt niet ver van de grens tussen Toscane en Umbrië. In het westen spreidt zich onder het stadje het brede Valdichiana-dal uit met op de achtergrond de uitgedoofde vulkaan Monte Amiata (1738 m). Het in Umbrië gelegen Trasimeense Meer is te zien vanuit de hogere delen van de stad.
De volgende frazione maakt deel uit van de gemeente: Montecchio della Pozzanghera

## Geschiedenis
In de middeleeuwen had Cortona een machtige positie, wat heden ten dage nog te merken is aan de vele historische bouwwerken en monumenten zoals het dertiende-eeuwse Palazzo Communale (het stadhuis) en de indrukwekkende stadsmuur met torens en poorten. In het Palazzo Pretorio uit de dertiende eeuw ligt het Museo dell'Academia Etrusca, dat een grote verzameling vondsten uit de Etruskische en de Romeinse tijd bezit, maar ook een collectie schilderijen, onder meer van Pinturicchio en de uit Cortona afkomstige schilders Luca Signorelli, Pietro da Cortona en de twintigste-eeuwer Gino Severini.
Zoals de meeste Italiaanse steden heeft Cortona een aantal oude kerken. Vanuit religieus oogpunt is het slechts na een steile klim te bereiken Santuario di Santa Margarita het belangrijkste, al stamt het grotendeels uit de negentiende eeuw. Het heiligdom ontleent zijn faam aan de heilige Margarita van Cortona (ca. 1250-1297), de patrones van alle berouwvolle zondaars: zij wordt door rooms-katholieken uit de hele wereld vereerd. Haar gebalsemde lichaam is op het altaar voor iedereen te aanschouwen.
Haar naam is ook verbonden aan de San Francesco, door de franciscanen gebouwd in 1245. In deze kerk ligt de renaissanceschilder Luca Signorelli begraven, een geboren Cortonees. Een derde kerk in Cortona is de Chiesa del Gesù ('Jezuskerk') uit de zestiende eeuw, waarin nu het Bisschoppelijk Museum gevestigd is, met werken van Fra Angelico, Duccio di Buoninsegna, Ambrogio Lorenzetti en Luca Signorelli.
Vlak buiten de stadsmuren ligt de Madonna del Calcinaio ('Madonna van de Kalkgroeve'), ontworpen door de renaissance-architect Francesco di Giorgio Martini in 1484.
Zoals bij veel steden in de omgeving ligt op het hoogste punt van Cortona een sterke burcht. Deze, de Fortezza Medicea di Girifalco ('Giervalk-burcht van de Medici') werd aangelegd rond 1550 door Cosimo I de' Medici.

## Cortona in de moderne cultuur
- De stad verwierf extra bekendheid doordat hij als achtergrond diende voor enkele scènes in Roberto Benigni's film La vita è bella.
- De Amerikaanse schrijfster Frances Mayes kocht in de jaren negentig een oud huis in Cortona, en knapte het helemaal op. Daarover schreef zij het boek Under the Tuscan sun (1996). Het werd een bestseller, verfilmd in 2003, en sindsdien is het aantal Amerikaanse toeristen er sterk gestegen, evenals de prijs van het onroerend goed.

## Afbeeldingen

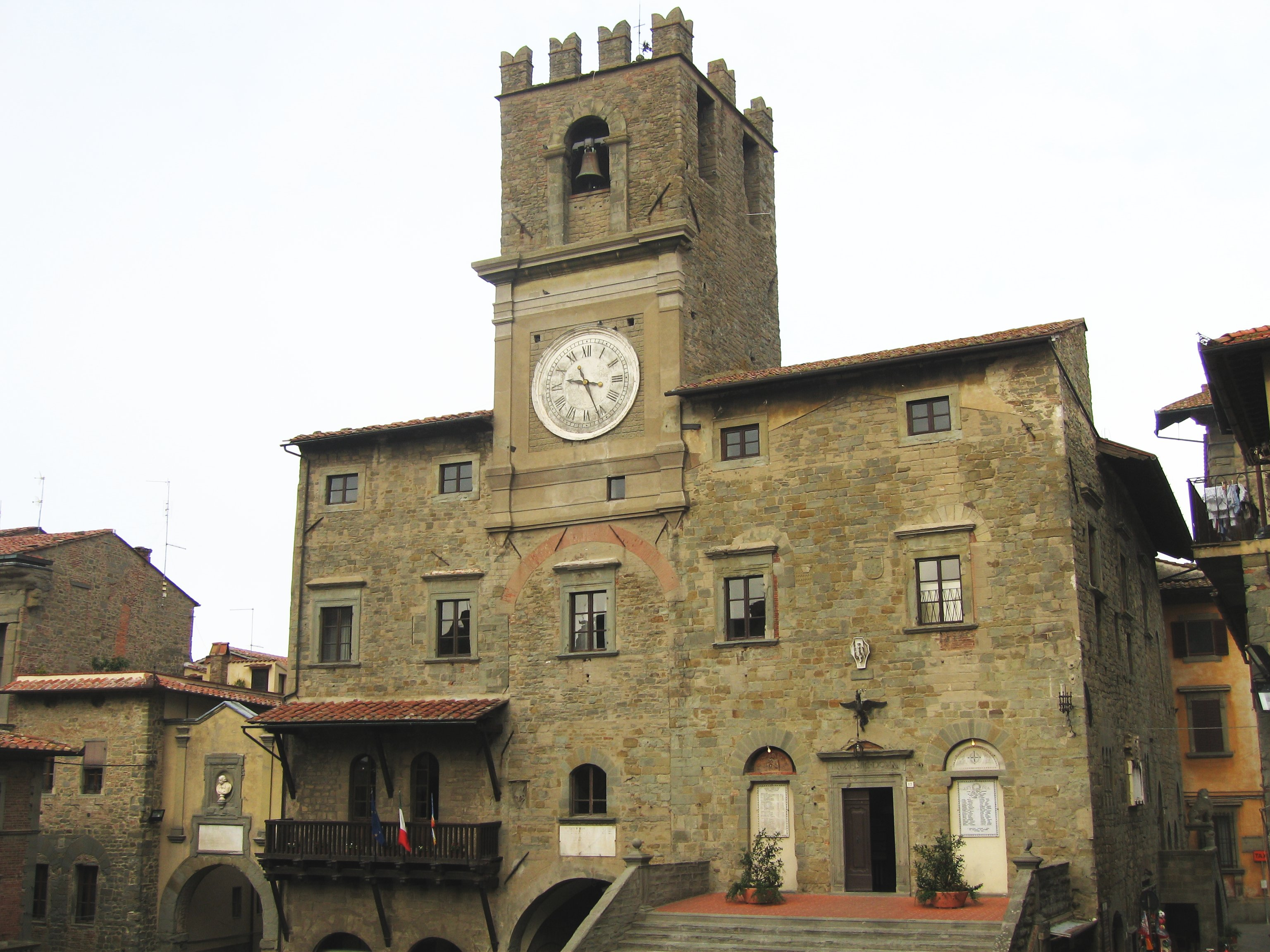
Stadhuis
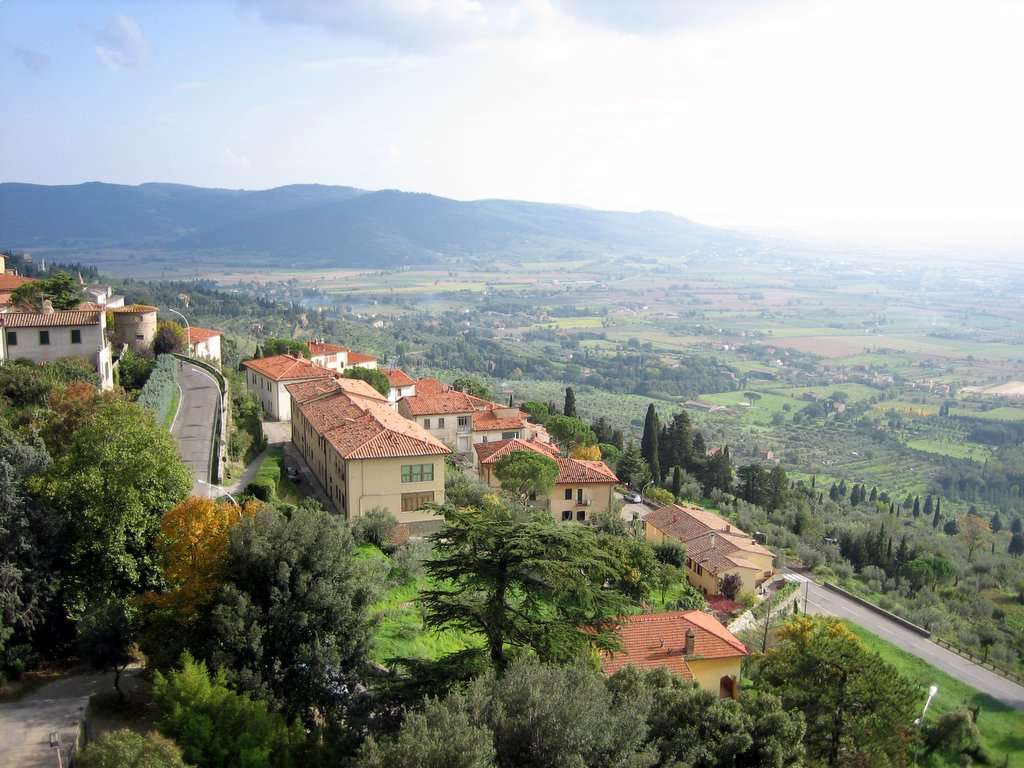
Uitzicht vanuit Cortona

## Geboren in Cortona
- Luca Signorelli (ca. 1445-1523), renaissanceschilder
- Pietro da Cortona (1596-1669), kunstenaar en architect
- Gino Severini (1883-1966), futuristisch-kubistisch schilder, beeldhouwer en kunstcriticus

Zie ook: Heilige Margaretha van Cortona